# Memorial Van Damme 2012
De Memorial Van Damme 2012 was een atletiekwedstrijd, die op 7 september 2012 plaatsvond. Het was de 36ste editie van de Memorial Van Damme. Deze wedstrijd, onderdeel van de IAAF Diamond League, was de laatste in de serie en diende als finalewedstrijd in het klassement van de Diamond League van 2012. De wedstrijd werd gehouden in het Koning Boudewijnstadion in de Belgische hoofdstad Brussel.

## Prestaties
Het hoogtepunt van deze editie van de Memorial Van Damme was de 110 meter horden, waarop Aries Merritt het wereldrecord verbrak. Dit was tevens het enige meeting record dat werd verbroken die avond. Verder wisten de gebroeders Borlée eerste en tweede te worden op de 400 m.

## Uitslagen

### Mannen

#### 100 m
| wind: 0,3 m/s | wind: 0,3 m/s     | wind: 0,3 m/s | wind: 0,3 m/s |
| rang          | atleet            | land          | tijd          |
| ------------- | ----------------- | ------------- | ------------- |
| Goud          | Usain Bolt        | JAM           | 9,86 s        |
| Zilver        | Nesta Carter      | JAM           | 9,96 s        |
| Brons         | Kemar Bailey-Cole | JAM           | 9,97 s        |
| 4             | Kim Collins       | SKN           | 10,03 s       |
| 5             | Nickel Ashmeade   | JAM           | 10,03 s       |
| 6             | Ryan Bailey       | USA           | 10,04 s       |
| 7             | Jimmy Vicaut      | FRA           | 10,06 s       |
| 8             | Gerald Phiri      | ZAM           | 10,23 s       |
| 9             | Kenroy Anderson   | JAM           | 10,32 s       |

#### 200 m
| wind: 0,0 m/s | wind: 0,0 m/s          | wind: 0,0 m/s | wind: 0,0 m/s |
| rang          | atleet                 | land          | tijd          |
| ------------- | ---------------------- | ------------- | ------------- |
| Goud          | Yohan Blake            | JAM           | 19,54 s       |
| Zilver        | Jason Young            | JAM           | 19,92 s       |
| Brons         | Christophe Lemaitre    | FRA           | 20,17 s       |
| 4             | Warren Weir            | JAM           | 20,22 s       |
| 5             | Calesio Newman         | USA           | 20,32 s       |
| 6             | Darvis Patton          | USA           | 20,53 s       |
| 7             | Harry Aikines-Aryeetey | GBR           | 20,85 s       |

#### 400 m
| rang   | atleet             | land | tijd    |
| ------ | ------------------ | ---- | ------- |
| Goud   | Kevin Borlée       | BEL  | 44,75 s |
| Zilver | Jonathan Borlée    | BEL  | 45,02 s |
| Brons  | Lalonde Gordon     | TRI  | 45,13 s |
| 4      | Luguelín Santos    | DOM  | 45,31 s |
| 5      | Martyn Rooney      | GBR  | 45,56 s |
| 6      | Calvin Smith       | USA  | 45,58 s |
| 7      | Angelo Taylor      | USA  | 45,80 s |
| 8      | Allodin Fothergill | JAM  | 45,87 s |
| 9      | Rusheen McDonald   | JAM  | 46,63 s |

#### 1500 m
| rang   | atleet                    | land | tijd    |
| ------ | ------------------------- | ---- | ------- |
| Goud   | Silas Kiplagat            | KEN  | 3.31,98 |
| Zilver | Mekonnen Gebremedhin      | ETH  | 3.32,10 |
| Brons  | Bethwell Birgen           | KEN  | 3.32,24 |
| 4      | Matthew Centrowitz        | USA  | 3.32,47 |
| 5      | Asbel Kiprop              | KEN  | 3.32,88 |
| 6      | Daniel Komen              | KEN  | 3.32,98 |
| 7      | Nixon Kiplimo Chepseba    | KEN  | 3.33,22 |
| 8      | Taoufik Makhloufi         | ALG  | 3.33,42 |
| 9      | Caleb Mwangangi Ndiku     | KEN  | 3.34,52 |
| 10     | Collins Cheboi            | KEN  | 3.34,59 |
| 11     | Leonel Manzano            | USA  | 3.34,85 |
| 12     | Abdalaati Iguider         | MAR  | 3.36,33 |
| 13     | James Kiplagat Magut      | KEN  | 3.39,06 |
| 14     | Linus Kiplagat            | KEN  | 3.39,53 |
| 15     | Niclas Sandells           | FIN  | 3.41,61 |
| 16     | Hillary Cheruiyot Ngetich | KEN  | 3.41,66 |
|        | Ismael Kombich            | KEN  | DNF     |
|        | Benson Seurei             | KEN  | DNF     |

#### 10.000 m
| rang   | atleet                  | land | tijd     |
| ------ | ----------------------- | ---- | -------- |
| Goud   | Emmanuel Kipkemei Bett  | KEN  | 26.51,16 |
| Zilver | Vincent Kiprop Chepkok  | KEN  | 26.51,68 |
| Brons  | Kenneth Kiprop Kipkemoi | KEN  | 26.52,65 |
| 4      | Yigrem Demelash         | ETH  | 26.57,56 |
| 5      | Leonard Patrick Komon   | KEN  | 27.01,58 |
| 6      | Mike Kipruto Kigen      | KEN  | 27.03,49 |
| 7      | Imane Merga             | ETH  | 27.14,02 |
| 8      | Isiah Kiplangat Koech   | KEN  | 27.17,03 |
| 9      | Jacob Korir Cheshari    | KEN  | 27.19,70 |
| 10     | Geoffrey Kipkorir Kirui | KEN  | 27.21,12 |
| 11     | Dennis Chepkongin Masai | KEN  | 27.35,72 |
| 12     | Daniel Lemashon Salel   | KEN  | 27.45,93 |
| 13     | Josphat Bett Kipkoech   | KEN  | 28.02.45 |
| 14     | Abera Kuma              | ETH  | 28.04,66 |
|        | Polat Kemboi Arikan     | TUR  | DNF      |
|        | Romain Hesschentier     | FRA  | DNF      |
|        | Josphat Kiprono Menjo   | KEN  | DNF      |
|        | Albert Rop              | KEN  | DNF      |

#### 3000 m steeplechase
| rang   | atleet                   | land | tijd    |
| ------ | ------------------------ | ---- | ------- |
| Goud   | Brimin Kipruto           | KEN  | 8.03,11 |
| Zilver | Conseslus Kipruto        | KEN  | 8.03,70 |
| Brons  | Paul Kipsiele Koech      | KEN  | 8.04,01 |
| 4      | Jairus Kipchoge Birech   | KEN  | 8.05,71 |
| 5      | Hillary Kipsang Yego     | KEN  | 8.12,63 |
| 6      | Abel Kiprop Mutai        | KEN  | 8.13,49 |
| 7      | Ángel Mullera            | ESP  | 8.13,71 |
| 8      | Silas Kosgei Kitum       | KEN  | 8.16,48 |
| 9      | Yoann Kowal              | FRA  | 8.21,66 |
| 10     | Nikolay Chavkin          | RUS  | 8.22,81 |
| 11     | Bernard Mbugua Nganga    | KEN  | 8.25,29 |
| 12     | Antonio David Jiménez    | ESP  | 8.26,87 |
|        | Elijah Chelimo Kipterege | KEN  | DNF     |
|        | Ion Luchianov            | MDA  | DNF     |
|        | Brahim Taleb             | MAR  | DNF     |

#### 110 m horden
| wind: 0,3 m/s | wind: 0,3 m/s     | wind: 0,3 m/s | wind: 0,3 m/s |
| rang          | atleet            | land          | tijd          |
| ------------- | ----------------- | ------------- | ------------- |
| Goud          | Aries Merritt     | USA           | 12,80 s       |
| Zilver        | Jason Richardson  | USA           | 13,05 s       |
| Brons         | Hansle Parchment  | JAM           | 13,14 s       |
| 4             | Sergej Sjoebenkov | RUS           | 13,21 s       |
| 5             | David Oliver      | USA           | 13,21 s       |
| 6             | Lehann Fourie     | RSA           | 13,24 s       |
| 7             | Ryan Wilson       | USA           | 13,26 s       |
| 8             | Ryan Brathwaite   | BAR           | 13,39 s       |
| 9             | Lawrence Clarke   | GBR           | 13,71 s       |

#### Verspringen
| rang   | atleet                 | land | afstand | wind     |
| ------ | ---------------------- | ---- | ------- | -------- |
| Goud   | Aleksandr Menkov       | RUS  | 8,29 m  | -0,5 m/s |
| Zilver | Sergey Morgunov        | RUS  | 8,04 m  | -0,2 m/s |
| Brons  | Godfrey Khotso Mokoena | RSA  | 8,03 m  | 1,0 m/s  |
| 4      | Christopher Tomlinson  | GBR  | 7,96 m  | 0,2 m/s  |
| 5      | Tyrone Smith           | BER  | 7,82 m  | 0,0 m/s  |
| 6      | Ignisious Gaisah       | GHA  | 7,81 m  | 0,1 m/s  |
| 7      | Nicolas Stempnick      | BEL  | 7,55 m  | -0,5 m/s |
| 8      | Hans Van Alphen        | BEL  | 7,40 m  | 0,0 m/s  |

#### Discuswerpen
| rang   | atleet                 | land | afstand |
| ------ | ---------------------- | ---- | ------- |
| Goud   | Gerd Kanter            | EST  | 66,84 m |
| Zilver | Martin Wierig          | GER  | 66,05 m |
| Brons  | Virgilijus Alekna      | LTU  | 65,78 m |
| 4      | Erik Cadée             | NED  | 65,48 m |
| 5      | Lawrence Okoye         | GBR  | 64,67 m |
| 6      | Vikas Gowda            | IND  | 63,67 m |
| 7      | Yennifer Frank Casañas | ESP  | 62,79 m |
| 8      | Benn Harradine         | AUS  | 62,02 m |

### Vrouwen

#### 200 m
| wind: 0,1 m/s | wind: 0,1 m/s           | wind: 0,1 m/s | wind: 0,1 m/s |
| rang          | atleet                  | land          | tijd          |
| ------------- | ----------------------- | ------------- | ------------- |
| Goud          | Myriam Soumaré          | FRA           | 22,63 s       |
| Zilver        | Anneisha McLaughlin     | JAM           | 22,70 s       |
| Brons         | ChaRonda Williams       | USA           | 22,74 s       |
| 4             | Samantha Henry-Robinson | JAM           | 22,84 s       |
| 5             | Bianca Knight           | USA           | 22,86 s       |
| 6             | Marija Rjemjen          | UKR           | 23,06 s       |
| 7             | Libania Grenot          | ITA           | 23,17 s       |
| 8             | Aleksandra Fedoriva     | RUS           | 23,52 s       |
| 9             | Hanne Claes             | BEL           | 23,66 s       |

#### 800 m
| rang   | atleet             | land | tijd    |
| ------ | ------------------ | ---- | ------- |
| Goud   | Francine Niyonsaba | BDI  | 1.56,59 |
| Zilver | Pamela Jelimo      | KEN  | 1.57,24 |
| Brons  | Maria Savinova     | RUS  | 1.59,05 |
| 4      | Brenda Martinez    | USA  | 1.59,14 |
| 5      | Anna Pierce        | USA  | 1.59,16 |
| 6      | Halima Hachlaf     | MAR  | 2.01,01 |
| 7      | Lynsey Sharp       | GBR  | 2.01,49 |
| 8      | Jemma Simpson      | GBR  | 2.01,78 |
| 9      | Yvonne Hak         | NED  | 2.03,91 |
|        | Marina Arzamasova  | BLR  | DNF     |

#### 5000 m
| rang   | atleet                   | land | tijd     |
| ------ | ------------------------ | ---- | -------- |
| Goud   | Vivian Cheruiyot         | KEN  | 14.46,01 |
| Zilver | Mercy Cherono            | KEN  | 14.47,18 |
| Brons  | Viola Jelagat Kibiwot    | KEN  | 14.47,88 |
| 4      | Gelete Burka             | ETH  | 14.51,66 |
| 5      | Sylvia Kibet             | KEN  | 14.53,04 |
| 6      | Buze Diriba              | ETH  | 14.53,06 |
| 7      | Sally Jepkosgei Kipyego  | KEN  | 14.56,04 |
| 8      | Almaz Ayana              | ETH  | 14.57,97 |
| 9      | Veronica Nyaruai Wanjiru | KEN  | 15.00,88 |
| 10     | Molly Huddle             | USA  | 15.01,32 |
| 11     | Julia Bleasdale          | GBR  | 15.16,63 |
| 12     | Waganesh Mekasha         | ETH  | 15.19,07 |
| 13     | Azemra Gebru             | ETH  | 15.31,63 |
|        | Almensh Belete           | BEL  | DNF      |
|        | Mercy Wanjiku Njoroge    | KEN  | DNF      |
|        | Svitlana Shmidt          | UKR  | DNF      |
|        | Silvia Weissteiner       | ITA  | DNF      |

#### 400 m horden
| rang   | atleet               | land | tijd    |
| ------ | -------------------- | ---- | ------- |
| Goud   | Kaliese Spencer      | JAM  | 53,69 s |
| Zilver | Perri Shakes-Drayton | GBR  | 53,89 s |
| Brons  | Zuzana Hejnová       | CZE  | 54,09 s |
| 4      | Melaine Walker       | JAM  | 54,79 s |
| 5      | Muizat Ajoke Odumosu | NGR  | 55,47 s |
| 6      | Hanna Yaroshchuk     | UKR  | 55,61 s |
| 7      | Élodie Ouédraogo     | BEL  | 56,44 s |
| 8      | Ristananna Tracey    | JAM  | 56,86 s |
| 9      | Vera Barbosa         | POR  | 58,41 s |

#### Hink-stap-springen
| rang   | atleet               | land | afstand | wind     |
| ------ | -------------------- | ---- | ------- | -------- |
| Goud   | Olga Rypakova        | KAZ  | 14,72 m | 0,4 m/s  |
| Zilver | Olha Saladoecha      | UKR  | 14,40 m | 0,1 m/s  |
| Brons  | Marija Šestak        | SLO  | 14,10 m | -0,1 m/s |
| 4      | Hanna Knyazyeva      | UKR  | 13,93 m | 0,1 m/s  |
| 5      | Kimberly Williams    | JAM  | 13,90 m | 0,4 m/s  |
| 6      | Dana Veldáková       | SVK  | 13,88 m | 0,0 m/s  |
| 7      | Svetlana Bolshakova  | BEL  | 13,85 m | 0,2 m/s  |
| 8      | Victoria Valyukevich | RUS  | 13,80 m | 0,0 m/s  |
| 8      | Tatjana Lebedeva     | RUS  | 13,77 m | 0,7 m/s  |

#### Hoogspringen
| rang   | atleet            | land | hoogte |
| ------ | ----------------- | ---- | ------ |
| Goud   | Svetlana Shkolina | RUS  | 2,00 m |
| Zilver | Anna Tsjitsjerova | RUS  | 1,95 m |
| Brons  | Elerin Haas       | EST  | 1,92 m |
| Brons  | Tia Hellebaut     | BEL  | 1,92 m |
| 5      | Melanie Melfort   | FRA  | 1,89 m |
| 6      | Chaunté Lowe      | USA  | 1,89 m |
| 7      | Olena Holosha     | UKR  | 1,85 m |
| 8      | Levern Spencer    | LCA  | 1,85 m |
| 9      | Hannelore Desmet  | BEL  | 1,80 m |
| 9      | Hanne Van Hessche | BEL  | 1,80 m |
| 11     | Nafissatou Thiam  | BEL  | 1,80 m |

#### Polsstokhoogspringen
| rang   | atleet              | land | hoogte |
| ------ | ------------------- | ---- | ------ |
| Goud   | Silke Spiegelburg   | GER  | 4,75 m |
| Zilver | Fabiana Murer       | BRA  | 4,65 m |
| Brons  | Anastasia Savchenko | RUS  | 4,55 m |
| Brons  | Yarisley Silva      | CUB  | 4,55 m |
| 5      | Angelica Bengtsson  | SWE  | 4,45 m |
| 6      | Alana Boyd          | AUS  | 4,45 m |
| 7      | Jirina Ptácniková   | CZE  | 4,35 m |
| 7      | Lisa Ryzih          | GER  | 4,35 m |
| 9      | Holly Bleasdale     | GBR  | 4,25 m |
| 10     | Martina Strutz      | GER  | 4,25 m |
| 11     | Fanny Smets         | BEL  | 4,15 m |
| 12     | Chloé Henry         | BEL  | 4,15 m |

#### Speerwerpen
| rang   | atleet            | land | afstand |
| ------ | ----------------- | ---- | ------- |
| Goud   | Barbora Špotáková | CZE  | 66,91 m |
| Zilver | Sunette Viljoen   | RSA  | 65,33 m |
| Brons  | Vira Rebryk       | UKR  | 64,52 m |
| 4      | Maria Abakoemova  | RUS  | 62,27 m |
| 5      | Madara Palameika  | LAT  | 61,46 m |
| 6      | Martina Ratej     | SLO  | 59,50 m |
| 7      | Katharina Molitor | GER  | 59,15 m |
| 8      | Linda Stahl       | GER  | 55,77 m |

1977 · 
1978 · 
1979 · 
1980 · 
1981 · 
1982 · 
1983 · 
1984 · 
1985 · 
1986 · 
1987 · 
1988 · 
1989 · 
1990 · 
1991 · 
1992 · 
1993 · 
1994 · 
1995 · 
1996 · 
1997 · 
1998 · 
1999 · 
2000 · 
2001 · 
2002 · 
2003 · 
2004 · 
2005 · 
2006 · 
2007 · 
2008 · 
2009 · 
2010 · 
2011 ·
2012 ·
2013 ·
2014 ·
2015 ·
2016 ·
2017 ·
2018 ·
2019 .
2020 .
2021 .
2022 .
2023 .
2024 .
2025